# Mantaray

Mantaray es el álbum debut de la cantante y compositora británica Siouxsie. Es su primer álbum en solitario después de una carrera de treinta años como integrante de las bandas Siouxsie And The Banshees y The Creatures. Se lanzó en el Reino Unido el 10 de septiembre de 2007 a través de W14.
El disco fue coproducido por Steve Evans y Charlie Jones (músico de Goldfrapp). Clive Deamer (batería de Portishead) grabó con ellos para este álbum. Mantaray incluye diversos estilos musicales, incluyendo pop, glam, balada de piano, industrial y electrónica.
Una semana antes del lanzamiento del disco salió a la venta el sencillo, "Into a Swan". Mantaray llegó al puesto número 39 de la lista británica de álbumes UK Albums Chart.
Siouxsie dio dos conciertos en España durante la gira europea Mantaray: en julio de 2008, cantó en Madrid y el Festival de Benicàssim.

## Lista de canciones
| N.º | Título                   | Escritor(es)                               | Duración |  |
| 1.  | «Into a Swan»            | Siouxsie, Kookie, Brion James              | 4:13     |  |
| 2.  | «About to Happen»        | Siouxsie, Noko, Charlie Jones, Steve Evans | 2:50     |  |
| 3.  | «Here Comes That Day»    | Siouxsie, Noko, Kookie, Howard Gray        | 4:03     |  |
| 4.  | «Loveless»               | Siouxsie, Kookie, James                    | 4:25     |  |
| 5.  | «If It Doesn't Kill You» | Siouxsie, Jones, Evans                     | 4:32     |  |
| 6.  | «One Mile Below»         | Siouxsie                                   | 3:01     |  |
| 7.  | «Drone Zone»             | Siouxsie, Steve Hilton                     | 3:22     |  |
| 8.  | «Sea of Tranquility»     | Siouxsie, Jones, Evans                     | 5:13     |  |
| 9.  | «They Follow You»        | Siouxsie, Jones, Evans, Graham Crabb       | 5:03     |  |
| 10. | «Heaven and Alchemy»     | Siouxsie, Jones, Evans                     | 4:19     |  |

## Personal
- Siouxsie Sioux — voz
- Steve Evans — guitarra, programación, ukulele
- Charlie Jones — bajo, contrabajo, piano Rhodes, sintetizadores, piano, autoharpa
- Clive Deamer — batería
- Hossam Ramzy — percusión
- Ken Dewar — percusión
- Noko — guitarra, teclados, programación
- Phil Andrews — guitarra, teclados, programación
- Terry Edwards — saxofón, trompeta, fliscorno
- Ted Benham — dulcémele, xilófono
- Davide Rossi — arreglos de cuerda
- Tom Dalgety — ingeniería de sonido

## Posición en listas

### Álbum
| Lista (2007)               | Posición más alta |
| -------------------------- | ----------------- |
| Lista británica de álbumes | 39                |
| Lista francesa de álbumes  | 132               |